# Корема
Корема (лат. Corema) — род вечнозелёных кустарников семейства Вересковые.
Произрастают на северо-востоке США, в Канаде, на Азорских и Канарских островах, в южной Португалии, на юго-западе Испании.

## Виды
В роду два вида:
- Corema album (Torr.) Torr. ex Loudon — Корема белая

Кустарник до 1 м высотой с голыми ветвями. Листья не опадающие, линейные, голые, обычно 3-мутовчатые, редко 4-мутовчатые, почти противоположные, до 0,6 см длиной и 0,2 см шириной, блестящие, зеленые. Цветки трехчленные, чашелистики до 0,2 см длиной. Лепестки в числе 3, до 0,3 см длиной, обратнояйцевидные. Соцветия конечные. Мужские соцветия с 6-11 цветками. Женские соцветия с 3—6 цветками. Плоды — сочные костянки, до 0,8 см в диаметре, сферические, белые или розовые.
- Corema conradii — Корема Конрада

Вечнозеленый кустарник 25-50 см высотой и 200 см шириной. Листья линейные, противоположные, 0,6 см длиной. Цветки красноватые или пурпурные с отсутствующими лепестками, сидячие, конечные с чашелистикоподобными прицветниками. Плоды очень мелкие и сухие, менее 0,3 см в диаметре.

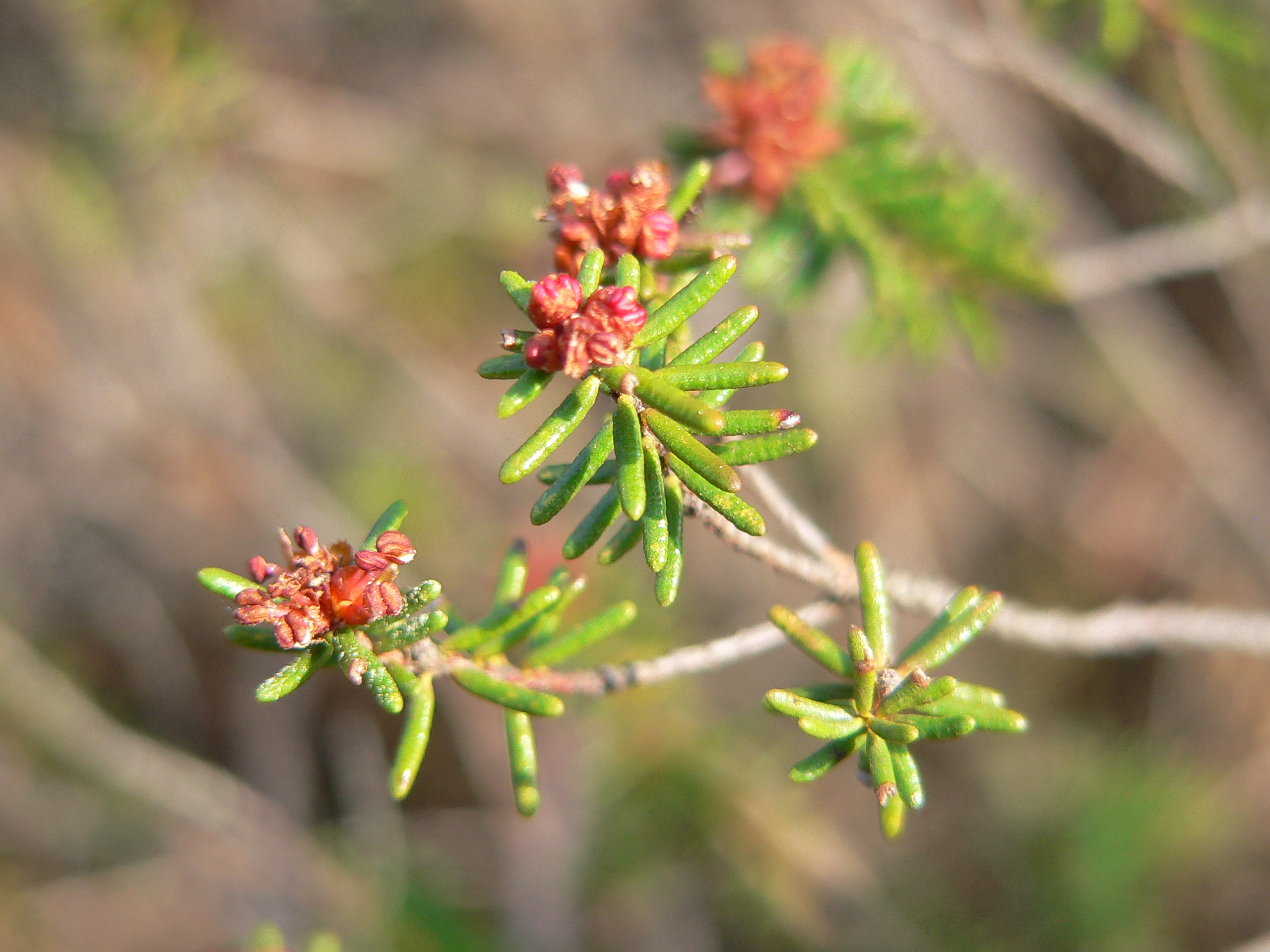
Цветущая корема белая. Португалия.

## Классификация

### Таксономическое положение
Ранее три рода — Водяника (Empetrum), Корема и Цератиола (Ceratiola) — выделялись в отдельное семейство Водяниковые (семейство) (Empetraceae), но по результатам генетических исследований, проводимых APG, этот таксон был понижен в ранге до трибы Водяниковые (Empetreae) в составе подсемейства Эриковые (Ericoideae) семейства Вересковые.
Таксономическая схема:
| отдел Цветковые, или Покрытосеменные (классификация согласно Системе APG II) |                                           |                        |                        |                        |                           |                        |                        |                        | |                        |                        |                        | |                        |                        |                        | |                        |                        |  | |  |
|                                                                              | порядок Верескоцветные                    | порядок Верескоцветные | порядок Верескоцветные | порядок Верескоцветные | порядок Верескоцветные    | порядок Верескоцветные | порядок Верескоцветные | порядок Верескоцветные | порядок Верескоцветные                                                                             | порядок Верескоцветные | порядок Верескоцветные | порядок Верескоцветные | порядок Верескоцветные | порядок Верескоцветные | порядок Верескоцветные | порядок Верескоцветные | порядок Верескоцветные                                                                               | порядок Верескоцветные | порядок Верескоцветные |  | ещё 44 порядка цветковых растений, из которых к верескоцветным наиболее близки Гераниецветные, Кроссосомоцветные, Миртоцветные и Кизилоцветные |  |
|                                                                              | семейство Вересковые                      | семейство Вересковые   | семейство Вересковые   | семейство Вересковые   | семейство Вересковые      | семейство Вересковые   | семейство Вересковые   | семейство Вересковые   | семейство Вересковые                                                                               | семейство Вересковые   | семейство Вересковые   | семейство Вересковые   | семейство Вересковые | семейство Вересковые   | семейство Вересковые   |                        | ещё 25 семейств, в том числе Актинидиевые, Бальзаминовые, Первоцветные, Сапотовые, Чайные и Эбеновые |                        |                        |  | ещё 44 порядка цветковых растений, из которых к верескоцветным наиболее близки Гераниецветные, Кроссосомоцветные, Миртоцветные и Кизилоцветные |  |
|                                                                              | подсемейство Эриковые                     | подсемейство Эриковые  | подсемейство Эриковые  | подсемейство Эриковые  | подсемейство Эриковые     | подсемейство Эриковые  | подсемейство Эриковые  | подсемейство Эриковые  | подсемейство Эриковые                                                                              | подсемейство Эриковые  | подсемейство Эриковые  |                        | ещё семь подсемейств, в том числе Вакциниевые (Вакциниум, Гаультерия, Зеновия, Пиерис, Подбел, Хамедафне и др.), Кассиопеевые (Кассиопея), Подъельниковые (Зимолюбка, Одноцветка, Ортилия), Стифелиевые (Змеелистник, Прионотес и др.) |                        |                        |                        | ещё 25 семейств, в том числе Актинидиевые, Бальзаминовые, Первоцветные, Сапотовые, Чайные и Эбеновые |                        |                        |  | ещё 44 порядка цветковых растений, из которых к верескоцветным наиболее близки Гераниецветные, Кроссосомоцветные, Миртоцветные и Кизилоцветные |  |
|                                                                              | триба Водяниковые                         | триба Водяниковые      | триба Водяниковые      | триба Водяниковые      | триба Водяниковые         | триба Водяниковые      | триба Водяниковые      |                        | ещё четыре трибы, в том числе Эриковые (Вереск, Эрика и др.) и Рододендроновые (Рододендрон и др.) |                        |                        |                        | ещё семь подсемейств, в том числе Вакциниевые (Вакциниум, Гаультерия, Зеновия, Пиерис, Подбел, Хамедафне и др.), Кассиопеевые (Кассиопея), Подъельниковые (Зимолюбка, Одноцветка, Ортилия), Стифелиевые (Змеелистник, Прионотес и др.) |                        |                        |                        | ещё 25 семейств, в том числе Актинидиевые, Бальзаминовые, Первоцветные, Сапотовые, Чайные и Эбеновые |                        |                        |  | ещё 44 порядка цветковых растений, из которых к верескоцветным наиболее близки Гераниецветные, Кроссосомоцветные, Миртоцветные и Кизилоцветные |  |
|                                                                              | род Корема                                | род Корема             | род Корема             |                        | роды Цератиола и Водяника |                        |                        |                        | ещё четыре трибы, в том числе Эриковые (Вереск, Эрика и др.) и Рододендроновые (Рододендрон и др.) |                        |                        |                        | ещё семь подсемейств, в том числе Вакциниевые (Вакциниум, Гаультерия, Зеновия, Пиерис, Подбел, Хамедафне и др.), Кассиопеевые (Кассиопея), Подъельниковые (Зимолюбка, Одноцветка, Ортилия), Стифелиевые (Змеелистник, Прионотес и др.) |                        |                        |                        | ещё 25 семейств, в том числе Актинидиевые, Бальзаминовые, Первоцветные, Сапотовые, Чайные и Эбеновые |                        |                        |  | ещё 44 порядка цветковых растений, из которых к верескоцветным наиболее близки Гераниецветные, Кроссосомоцветные, Миртоцветные и Кизилоцветные |  |
|                                                                              | два вида: - Корема белая - Корема Конрада |                        |                        |                        | роды Цератиола и Водяника |                        |                        |                        | ещё четыре трибы, в том числе Эриковые (Вереск, Эрика и др.) и Рододендроновые (Рододендрон и др.) |                        |                        |                        | ещё семь подсемейств, в том числе Вакциниевые (Вакциниум, Гаультерия, Зеновия, Пиерис, Подбел, Хамедафне и др.), Кассиопеевые (Кассиопея), Подъельниковые (Зимолюбка, Одноцветка, Ортилия), Стифелиевые (Змеелистник, Прионотес и др.) |                        |                        |                        | ещё 25 семейств, в том числе Актинидиевые, Бальзаминовые, Первоцветные, Сапотовые, Чайные и Эбеновые |                        |                        |  | ещё 44 порядка цветковых растений, из которых к верескоцветным наиболее близки Гераниецветные, Кроссосомоцветные, Миртоцветные и Кизилоцветные |  |
|                                                                              |                                           |                        |                        |                        | роды Цератиола и Водяника |                        |                        |                        | ещё четыре трибы, в том числе Эриковые (Вереск, Эрика и др.) и Рододендроновые (Рододендрон и др.) |                        |                        |                        | ещё семь подсемейств, в том числе Вакциниевые (Вакциниум, Гаультерия, Зеновия, Пиерис, Подбел, Хамедафне и др.), Кассиопеевые (Кассиопея), Подъельниковые (Зимолюбка, Одноцветка, Ортилия), Стифелиевые (Змеелистник, Прионотес и др.) |                        |                        |                        | ещё 25 семейств, в том числе Актинидиевые, Бальзаминовые, Первоцветные, Сапотовые, Чайные и Эбеновые |                        |                        |  | ещё 44 порядка цветковых растений, из которых к верескоцветным наиболее близки Гераниецветные, Кроссосомоцветные, Миртоцветные и Кизилоцветные |  |
|                                                                              |                                           |                        |                        |                        |                           |                        |                        |                        | ещё четыре трибы, в том числе Эриковые (Вереск, Эрика и др.) и Рододендроновые (Рододендрон и др.) |                        |                        |                        | ещё семь подсемейств, в том числе Вакциниевые (Вакциниум, Гаультерия, Зеновия, Пиерис, Подбел, Хамедафне и др.), Кассиопеевые (Кассиопея), Подъельниковые (Зимолюбка, Одноцветка, Ортилия), Стифелиевые (Змеелистник, Прионотес и др.) |                        |                        |                        | ещё 25 семейств, в том числе Актинидиевые, Бальзаминовые, Первоцветные, Сапотовые, Чайные и Эбеновые |                        |                        |  | ещё 44 порядка цветковых растений, из которых к верескоцветным наиболее близки Гераниецветные, Кроссосомоцветные, Миртоцветные и Кизилоцветные |  |
|                                                                              |                                           |                        |                        |                        |                           |                        |                        |                        | |                        |                        |                        | ещё семь подсемейств, в том числе Вакциниевые (Вакциниум, Гаультерия, Зеновия, Пиерис, Подбел, Хамедафне и др.), Кассиопеевые (Кассиопея), Подъельниковые (Зимолюбка, Одноцветка, Ортилия), Стифелиевые (Змеелистник, Прионотес и др.) |                        |                        |                        | ещё 25 семейств, в том числе Актинидиевые, Бальзаминовые, Первоцветные, Сапотовые, Чайные и Эбеновые |                        |                        |  | ещё 44 порядка цветковых растений, из которых к верескоцветным наиболее близки Гераниецветные, Кроссосомоцветные, Миртоцветные и Кизилоцветные |  |
|                                                                              |                                           |                        |                        |                        |                           |                        |                        |                        | |                        |                        |                        | |                        |                        |                        | ещё 25 семейств, в том числе Актинидиевые, Бальзаминовые, Первоцветные, Сапотовые, Чайные и Эбеновые |                        |                        |  | ещё 44 порядка цветковых растений, из которых к верескоцветным наиболее близки Гераниецветные, Кроссосомоцветные, Миртоцветные и Кизилоцветные |  |
|                                                                              |                                           |                        |                        |                        |                           |                        |                        |                        | |                        |                        |                        | |                        |                        |                        | |                        |                        |  | ещё 44 порядка цветковых растений, из которых к верескоцветным наиболее близки Гераниецветные, Кроссосомоцветные, Миртоцветные и Кизилоцветные |  |
|                                                                              |                                           |                        |                        |                        |                           |                        |                        |                        | |                        |                        |                        | |                        |                        |                        | |                        |                        |  | |  |